# Lin Wei-Chun
Lin Wei-Chun (18 de octubre de 2002) es una deportista taiwanesa que compite en taekwondo. Ganó una medalla de plata en los Juegos Asiáticos de 2022 y una medalla de bronce en el Campeonato Asiático de Taekwondo de 2024.

## Palmarés internacional
| Juegos Asiáticos    | Juegos Asiáticos  | Juegos Asiáticos  | Juegos Asiáticos |
| Año                 | Lugar             | Medalla           | Categoría        |
| ------------------- | ----------------- | ----------------- | ---------------- |
| 2022                | Hangzhou (China)  | Medalla de plata  | –53 kg           |
| Campeonato Asiático |                   |                   |                  |
| Año                 | Lugar             | Medalla           | Categoría        |
| 2024                | Đà Nẵng (Vietnam) | Medalla de bronce | –57 kg           |